# Star Trek: Away Team
Star Trek: Away Team ist ein in Echtzeit-Taktikspiel in isometrischer Perspektive, dessen Handlung im Star-Trek-Universum angesiedelt ist. Es erschien im März 2001 für Microsoft Windows.

## Handlung
Der Spieler unternimmt als Leiter einer geheimen Spezialeingreiftruppe der Vereinigten Föderation der Planeten verdeckte Operationen. Das Schiff USS Incursion kann hierfür durch holografische Projektion das Aussehen anderer Schiffe annehmen und Infiltrationen ermöglichen.

## Spielprinzip
Der Spieler befehligt einen Trupp aus Spezialisten über eine Szenerie aus vorgerenderten Hintergründen. Je nach Beruf wie Arzt oder Sicherheitsoffizier haben die Charaktere unterschiedliche Fähigkeiten.

## Rezeption
Das Spiel schaffe eine tolle Atmosphäre und sei nicht nur für Trekkies interessant. Die Grafik sei pixelig. Schleichen und tricksen sei optional. Die Missionen können auch durch Abschießen aller Gegner absolviert werden. Das Spiel wirke wie ein vereinfachtes Commandos speziell für den amerikanischen Markt, komme mit weniger Strategie aus und spiele sich deutlich anspruchsloser. Einsatzorte und Hintergrundgeschichte richten sich an Star-Trek-Fans. Das Spiel sei eher schlicht. Die Atmosphäre wirke steril. Die Optik sei altbacken. Das Missionsdesign enthalte kleine Abwechslungen. Komfortfunktionen wie das Auswählen aller gegnerischen Sichtkegel fehlten. Das Spiel versuche wie viele Star-Trek-Lizenztitel beliebte Spielkonzepte mit dem Franchise zu verknüpfen. Es handele sich um keine schlechte Lizenzumsetzung. Das Niveau von Commandos 2, welches im selben Jahr erschien, erreiche es jedoch nicht.